# Lilla Ledharun
Lilla Ledharun är en ö i Finland. Den ligger i Skärgårdshavet och i kommunen Kimitoön i den ekonomiska regionen  Åboland i landskapet Egentliga Finland, i den sydvästra delen av landet. Ön ligger omkring 65 kilometer söder om Åbo och omkring 130 kilometer väster om Helsingfors.
Öns area är 0,6 hektar och dess största längd är 170 meter i öst-västlig riktning. Närmaste större samhälle är Hangö, 17,8 km öster om Lilla Ledharun.
Lilla Ledharun har fått sitt namn av den farled till Hangö som passerar norr om Hitis och vidare västerut mot Vänö och Borstö. Farleden har använts i flera hundra år och finns beskriven i Kung Valdemars segelled. Här öster om Hitis passerar farleden mellan Ledharun i norr och Lilla Ledharun i söder.